# Venus wa kataomoi - Le grand amour de Vénus
Le grand amour de Vénus (ビーナスは片想い, Venus wa kataomoi), est un manga de Yuki Nakaji en 12 volumes.

## Synopsis
Suzuna aime se sentir libre, indépendante et profiter de sa vie d'étudiante. Ce qui ne l'empêche pas de rechercher l'âme sœur. Mais la réalité répond rarement à nos attentes et nous met même parfois à rude épreuve. Ainsi, Suzuna est confrontée chaque jour à Eiichi, un camarade de classe qui ne cesse de la tourmenter. Heureusement que son meilleur ami, Fukami, est un garçon aussi gentil que séduisant.